# The Fate of the Furious
The Fate of the Furious (coneguda de manera alternativa com Fast & Furious 8 i Fast 8 i sovint estilitzada com F8) és una pel·lícula estatunidenca d'acció de 2017 dirigida per F. Gary Gray i escrita Chris Morgan. Ha estat subtitulada al català.
És una seqüela de Furious 7 (2015), i la vuitena tramesa de la franquícia The Fast and the Furious. És protagonitzada per Vin Diesel, Dwayne Johnson, Jason Statham, Michelle Rodriguez, Tyrese Gibson, Chris "Ludacris" Bridges, Scott Eastwood, Nathalie Emmanuel, Elsa Pataky, Kurt Russell i Charlize Theron. The Fate of the Furious segueix a Dominic Toretto (Diesel), que ha posat seny i ara viu amb la seua esposa Letty Ortiz (Rodriguez), fins que el ciberterrorista Cipher (Theron) el coacciona perquè treballe per ell i contra el seu antic equip; obligant a aquests últims a trobar a Dom i a enderrocar el tal Cipher.

## Argument
Dominic «Dom» Toretto (Vin Diesel) i la seva dona Leticia «Letty» Ortiz (Michelle Rodríguez) celebren llur lluna de mel tardiva a l'Havana a l'illa de Cuba. Una noia avisa Dom que el seu cosí Fernando Toretto (Janmarco Santiago) té problemes, pel fet que deu diners a un usurer anomenat Raldo (Celestino Cornielle). Dom llavors intervé per defensar el seu cosí, però Raldo ofèn Letty. Aprèn que Raldo és un usurer, i Dom desafia Raldo a una cursa de carrer. Si guanya, obté l'auto de Raldo, però si Raldo guanya, obté el cotxe de Dom, el Chevrolet Impala 1966. Tots dos llavors accepten una cursa d'una milla cubana.
Dom procedeix a ajustar el Chevrolet Fleetline 1951 de Fernando per a la carrera. Dom i Raldo comencen la cursa pels carrers de la ciutat, no obstant un dels nois de Raldo intenta sabotejar Dom llançant la seva motocicleta davant el cotxe, però Dom continua. Tot i això, el motor cala foc i Dom pot travessar primer la línia de meta, però salta de l'auto en flames mentre aquest cau a l'oceà. Raldo llavors accepta la derrota, i diu a Dom que es va guanyar el seu cotxe i el seu respecte també. Tot i això Dom decideix deixar-li l'automòbil a Raldo, ja que n'hi ha prou amb el seu respecte. Després regala a Fernando la seva Impala com a compensació i que segons Dom, és més apte per a un Toretto.
Dom i Letty comparteixen una estona al llit al seu apartament i Letty recorda el pare i el seu fill revisant el cotxe amb motor de bot, imaginant com seria ell com a pare; Dom mira el ventre de Letty, però Letty li diu que no està embarassada i Dom pregunta si això és el que vol.
L'endemà, Dom camina per un carrer i es troba amb una dona misteriosa anomenada Cipher (Charlize Theron), que té problemes amb el seu Land Rover Defender1984. En intentar arreglar-ho, Cipher es revela, preguntant-li per la seva lluna de mel. Dom s'adona del que passa i Cipher li diu que aquest és un joc diferent amb el destí. Dom li comenta que el forja el seu destí, però Cipher li diu que avui no i li dona els detalls del que va haver de fer perquè ell la trobarà justament allà. Quan Dom li pregunta què vol, Cipher li revela que vol que treballi per a ella, però Dom refusa. Cipher li diu al seu torn no té opció, mostrant-li una foto invisible i li comenta que els seus germans el traïssin, abandonés els seus codis i destruirà la seva família, ja que el seu equip està a punt d'enfrontar-se a l'únic que no controla i quan Dom li pregunta què és, Cipher li revela que a ell mateix. Després de demanar-li que no expliqui això a ningú, Cipher se'n va.
Mentrestant, Luke Hobbs (Dwayne Johnson) supervisa un partit de futbol de l'equip de la seva filla Samantha (Eden Estrella), però un agent del Servei de Seguretat Diplomàtica (DSS) informa Hobbs que li van robar un PEM (pols electromagnètic) a Berlín a Alemanya i necessita que el recuperi, pel fet que els efectes d'aquesta arma podrien ser devastadors, però pel fet que és extraoficial, el govern no ho donarà suport i Hobbs ha d'actuar pel seu compte, ja que si l'arresten, no hi podran fer res. Posteriorment, l'agent diu a Hobbs que necessitarà un equip de confiança i Hobbs li afirma que en té un. Aleshores Hobbs truca a Dom per a la seva feina a Berlín i Dom li diu que reunirà l'equip.
A Berlin, Dom i el seu equip Letty, Hobbs, Roman "Rome" Pearce (Tyrese Gibson), Tej Parker (Chris Bridges) i Megan Ramsey (Nathalie Emmanuel) recuperen l'aparell PEM d'una base militar i destrueixen les actuacions que els perseguien amb una bola de demolició programada per Tej. Per la seva banda, Letty nota el comportament estrany de Dom, però Dom l'informa que la veurà quan s'acabi. L'equip es dispersa, però Dom xoca a la interlocutòria de Hobbs, fent-ho bolcar i prenent el PEM, encara amb les advertències de Hobbs. Dom se'n va i Hobbs avisa l'equip que Dom es va emportar l'arma. Quan Tej i Letty li pregunten de què parla, Hobbs els respon dient: «Dominic Toretto ens va trair», mentre la policia s'aproxima per arrestar Hobbs. Alhora, Dom fuig amb l'avió privat de Cipher i pren el PEM. Al seu refugi es reuneixen Letty, Rome, Tej i Ramsey, mentre Letty mira fotos d'ella i Dom. Quan Tej informa que Dom havia comunicat amb algú desconegut, Ramsey diu que no coneix Dom tant com ells, però si veuen el panorama complet veuran que Dom ha tingut converses altament xifrades amb algú misteriós; a part va neutralitzar Hobbs, robatori una arma poderosa i va desaparèixer, i ara està considerant el fet que Hobbs té raó: Dom els va trair, però Letty furiosa, li diu a Ramsey que abans que jutgi Dom, recordeu que segueix respirant perquè ell li va salvar la vida i Letty empeny Ramsey i s'allunya.
En una altra part, Hobbs és enviat a una presó de màxima seguretat i es troba amb Frank "Sr. Don Ningú" Petty (Kurt Russell) i el seu nou assistent Eric Reisner (Scott Eastwood). Eric comenta a Hobbs que poden alliberar-ho però Petty afegeix que ha d'acceptar el que va passar a Berlín, cosa que ho posarà a la llista negra i treballarà per a ell, però Hobbs assegura que ell sortirà d'aquest problema només. Quan Eric rudament li esmenta a Hobbs que ho ha de fer per la seva filla, Hobbs ho pren pel coll i Petty interfereix perquè l'alliberi. Hobbs deixa anar Eric i després de dir a Petty que va ser un gust veure'l, entra a la presó, mentre Petty esmenta a Eric que ara li mostrarà com es fa. A la presó, la major part dels reclusos amenacen de mort Hobbs i al final, Hobbs acaba tancat en una cel·la davant la de Deckard Shaw (Jason Statham). Deckard es burla davant del fet d'un policia corrupte, donant-li la benvinguda al club de desertors, però Hobbs li diu que no hi ha cap club i que a diferència d'ell, ell sí que sortirà, al que Deckard li pregunta burlonament dient: "Així, vas portar una pala? Perquè són 11 metres d'acer i concret. O això m'han dit. Comença a cavar" .
A l'avió de Cipher, Dom es troba amb Connor Rhodes (Kristofer Hivju), ajudant de Cipher i l'amenaça de moure's del seu camí. Rhodes ho repta a fer-ho, però Cipher apareix i li dona la benvinguda a Dom, felicitant-ho per la seva feina i preguntant-li si està llest per al que faran més tard. Rhodes pregunta a Cipher si hi participarà, però Cipher ho ignora i condueix a Dom a una altra habitació, mostrant-li el seu arsenal d'armes. Dom nota que té armes per a un exèrcit petit i Cipher li diu que només és la punta de l'iceberg, comentant a Dom que el que li agrada és que viu amb les seves pròpies regles, però li sorprèn el fet que a Cuba, Raldo gairebé el mata amb una motocicleta, però ho va deixar quedar-se amb la seva interlocutòria i accepta que això la va confondre. Dom llavors li confessa que si volia es quedava amb la interlocutòria, però ho va fer canviar. Després,"No és això, no si ets sincer. Són els 10 segons entre la sortida i la meta. Quan no penses en res, res de família, res d'obligacions. Només ets tu. Ser lliure" ia més li diu que aquestes ximpleries que fa últimament per salvar el món a allò Robin Hood és escombraries; demanant-li que sigui ell mateix, li pregunta: "Perquè viure 400 metres alhora quan pots viure així tota la teva vida?"
A la presó, Hobbs apareix colpejant la paret de la seva cel·la amb els punys en una mena d'entrenament, però Deckard l'esmenta en to de burla dient: "És tot? És tot el que et donen aquests braços amb anabòlics? Molt soroll? i poques nous", en això Hobbs acaba de colpejar la paret i arrenca el seu llit que estava enganxat al mur i comença a fer-lo servir a manera de peses i li respon a Deckard en to irònic dient: "Tinc moltes nous!". Deckard li recorda a Hobbs quan gairebé el mata aquell dia a la seva oficina al lliurament anterior i burlant-se de Hobbs, ja que a ell no el van llançar per la finestra d'un quart pis, però Hobbs li revela que va saltar per salvar la seva companya Elena Neves (Elsa Pataky), ja que d'on ell ve no arreglen les baralles llançant bombes. Deckard, per la seva banda, li respon que d'on ell ve, els homes no necessiten que les dones corrin a rescatar-los i també es burla del fet que Hobbs creu que pot aturar-se davant seu i guanyar-lo en una baralla a puny net. En això Hobbs li respon dient que tant el com Deckard en un mà a mà i sense ningú al voltant, ho partirà en dos igual que a una branca seca, en això Deckard li esmenta que potser ho esbrinessin algun dia, però Hobbs pel seu part l'esmenta que supliqui perquè aquell dia mai arribi, però en aquell moment i de forma inesperada la cel·la de Hobbs s'obre misteriosament i aquest dedueix que és part del pla de Petty i l'esmenta per mitjà de la càmera que és a la seva cel·la que ell no sortirà amb la seva ajuda i que aquest ho farà a la seva manera.motí a la presó i comença una baralla contra els reus i guàrdies, aquests últims tractant de repel·lir-los amb les seves armes no letals carregades amb bales de goma, però Hobbs i Deckard aconsegueixen sortir de la presó i es troben amb Petty.
Després, Hobbs i Petty van a la seva nova base anomenada "La Res" i Petty explica a Hobbs que la seva filla està amb la seva germana. Quan Hobbs pregunta per Dom, Petty diu que això és complicat i es reuneixen amb Eric, Letty, Rome, Tej i Ramsey. Petty els explica que per la seva mala feina a Berlín, la Interpolels va posar a la llista dels 10 més buscats; Hobbs és al 6, Letty al 8, Tej al 9 i Ramsey al 10 (excepte a Rome ja que ell és al lloc 11). Per la seva banda, Petty i Eric revelen la identitat de Cipher, però Ramsey es confon pel fet que suposadament Cipher és una organització, no una persona, cosa que Eric nega. Letty al seu torn, pregunta que vol Cipher i Ramsey revela que Cipher controla tot des de les ombres i toca tot el que pugui piratejar-se, també esmenta que ni tan sols el grup de hackers coneguts com Anonymouses fiquen amb ella per la perillositat que pot arribar a ser. Eric comenta que l'interessant és que mai no deixa rastres del que fa i la seva identitat s'esborra cada determinats segons. Després, Letty torna a preguntar que té a veure tot això amb ells i Petty els revela que Dom ara treballa amb Cipher, cosa que deixa impactat al grup.
Eric explica que si detonen el PEM convertiran qualsevol part del món en zona de guerra i Petty els demana que trobin a Dom per esbrinar el perquè dels seus plans, però Rome considera això impossible, de manera que Petty recluta un parell de mans extra: ni més ni menys que Deckard, a la qual cosa Hobbs es molesta per la seva presència. Letty comenta que no s'han oblidat de tot el que va fer al lliurament anterior i Tej assegura que no formaran equip amb ell, però Deckard els aclareix que no vol unir-se al seu equip, sinó que és aquí perquè vol venjar-se de Cipher, revelant que ella en el seu moment va acudir a ell primer per robar l'aparell d'Ombra Nocturna durant els successos a Londres, però en negar-se, Cipher va acudir al seu germà Owen Shaw (Luke Evans), que actualment està tancat en una presó. Deckard diu que Cipher va corrompre Owen i el va donar per mort, per la qual cosa ara sí que té l'oportunitat d'enderrocar-la, l'aprofitarà i encara Hobbs, però Petty els recorda que la forma més ràpida de trobar-la és amb Dom, ia part de ell, només hi ha dos homes al món que han aconseguit rastrejar-ho: Hobbs i Deckard, així que són obligats a treballar junts, mentre Rome al seu torn suggereix usar l'"Ull de Déu" (el qual el van utilitzar per rastrejar a Deckard), per intentar rastrejar Dom.
Tej i Ramsey procedeixen a buscar Dom a través de l'"Ull de Déu", però troben moltes coincidències en gairebé totes les capitals del món i Petty revela que Cipher ja va crear un mecanisme que disfressa la seva ubicació. Ramsey nota que va tornar obsolet el seu programa, però Tej juntament amb Ramsey descobreixen que si inverteixen els codis aleatoris podrien trobar la ubicació real de Dom, aconseguint minimitzar les coincidències i el localitzen en un edifici en específic, però per desgràcia de tots, Petty revela que és aquí (adonant-se que Cipher i Dom van aconseguir arribar a "La Nada"). Amb una violenta explosió, tots són enderrocats, mentre Deckard salva Ramsey que li caigués una porta de metall a sobre, però ell acaba atrapat sota el metall. Dom i Cipher apareixen a l'escena i on aquesta última comenta en to sarcàstic a Dom que ja el van reemplaçar amb Deckard. Alhora, Cipher li diu a Deckard que va triar el bàndol perdedor i suposa que el seu germà és més llest que ell. Immediatament Cipher esborra tots els arxius dels ordinadors i s'apodera de l'Ull de Déu. Letty, atordida, li pregunta si donarà l'esquena a la seva família, però Cipher fa un petó a Dom davant de Letty i marxen. A la seu, Hobbs s'acosta a Letty i li pregunta si està bé i Letty aclaparada, confessa que no sap amb què ho extorsiona, però afirma que "aquest" no és el mateix Dom. Per la seva banda, Rome suggereix trucar aBrian O'Conner (Paul Walker) per demanar suport, però Letty li recorda que no involucrarien Brian ni Mia Toretto (Jordana Brewster) en això, ja que aquest va ser l'acord que van tenir.
A l'avió de Cipher, Dom li qüestiona perquè el va fer un petó, ja que segons ell va ser innecessari, però Cipher li diu que ell va poder aturar-la, però no ho va fer i li recorda a Dom perquè està treballant amb ella. Dom es dirigeix a una habitació amb un vidre blindat i veu la seva ex, Elena Neves, que li diu que no havia de venir, ja que ara Cipher els té a tots tres, però Dom li diu que res no li ho impediria. En aquell moment, Elena li presenta al seu fill nadó i li revela a Dom que ella es va adonar que estava embarassada, just en el moment que Dom descobria que Letty estava viva en els successos que van passar a Londresi planejava dir-ho després que tornarà de la seva lluna de mel, però Cipher els segresto abans. Quan Dom pregunta el nom del nadó, l'Elena explica que ella l'anomena pel seu segon nom, Marcos, ja que encara no té el primer nom perquè va sentir que Dom l'hauria d'escollir. Després l'Elena demana a Dom que salvi el seu fill sense importar el que passi i Dom plora. Cipher i Rhodes apareixen i Cipher sap que Dom pensa que podrien lluitar per sortir d'aquí i li ofereix una pistola a Dom perquè faci el que vulgui amb ella. Dom llavors li apunta a Cipher al cap, però Cipher li adverteix que estan sent observats, i si ell estira el gallet, els seus homes entressin i els matessin a ell, a Elena ia Marcos, sabent que la família és el més important per a ell i Dom li confessa que voldria disparar l'arma, però ateses les circumstàncies no té elecció. Li torna l'arma i penja davant de l'habitació d'Elena el seu collaret delcrucifix, abans de retirar-se. Just quan Dom surt de l'habitació, Cipher es queda observant la cel·la d'Elena, on aquesta última esmenta a Cipher que és una maleïda bruixa i que no se sortirà amb la seva.
A "La Nada", Eric revela sobre les dades esborrades i la pèrdua de l'"Ull de Déu", mentre Deckard ingressa a l'ordinador buscant a Dom, però li comenta a Hobbs que té un parell de minuts de sobres per si vol que ho vaig enviar a l'hospital de nou i Hobbs riu. Al mateix temps, Rome i Tej anomenen "Petit Don Ningú" a Eric, causant la molèstia d'aquest. En aquest moment, Ramsey comenta que Dom i Cipher van entrar al país als anomenats "vols fantasmes" i Petty explica que els satèl·lits i quadrícules de radar a tot el planeta es modifiquen oferint "punts cecs" claus. Ramsey també afegeix que així es pot volar sense ser detectats.
A Nova York, Dom condueix al seu Plymouth Road Runner Hemi GTX 1971 pel Pont de Brooklyn i Hobbs, Deckard, Letty, Rome, Eric, Tej i Ramsey arriben a una peixateria en un camió, arribant a una habitació amb luxosos cotxes confiscats, revelant Eric que és la nova base d'operacions. Després Hobbs diu que és la cotxera de l'agència, anomenada la joguineria. Eric explica que aquí porten les actuacions dels narcotraficants, a banda que màrqueting va dir que si volien atrapar Dom han de ser molt ràpids, mentre Tej s'impressiona amb una auto semblant a un mini tanc. Rome per la seva banda volia escollir un Lamborghini Ratpenat LP 6402010 de taronja neó, però Eric s'ho nega dient que era una interlocutòria d'un milió de dòlars. Mentrestant, Dom "descompon" el seu cotxe a propòsit per aturar-se un temps en un atzucac a causa d'una suposada falla al motor. Dom es posa a revisar el seu motor, però Cipher no aconsegueix veure'l perquè els angles de les càmeres a través de l'"Ull de Déu" no ho aconsegueixen, a causa d'uns bloquejos visuals, inclosos un camió parqueat, cosa que aixeca sospites a Cipher. Mentrestant, Dom es reuneix en un bar proper amb Magdalene Shaw (Helen Mirren), la mare dels Shaw. Sabent bé del que Magdalene és capaç, Dom li comenta que no la farà perdre el temps. Magdalene alhora li respon que ell ja es va emportar tot el que ella tenia, però Dom li fa saber que li tornarà, explicant-li de la primera vegada que va veure el seu fill estava darrere d'un vidre blindat i que quan li va estirar els braços no el va poder carregar. Va ser el dolor més fort que va sentir i sap que ella ho comprèn. Magdalene li pregunta per què li sembla que està a punt de suggerir una cosa molt arriscada i Dom li lliura un dispositiu rastrejador i li diu que per això hi és.
El camió parqueat es mou i Cipher aconsegueix veure Dom de tornada revisant el motor i Dom entra al seu cotxe. A la base, Hobbs revisa la informació de Deckard, assabentant-se que era un capità que es va destacar pels seus actes de valentia, arriscant la seva vida més enllà de les seves responsabilitats. Els seus valents actes van salvar la vida d'ostatges i companys, a més d'estar recomanat per La Cruz Victoria, el rang britànic més alt a un traïdor. Hobbs admet que això no té sentit per a ell, però Deckard fa veure que aplica la mateixa lògica a un agent amb una estrella de plata que robava una arma PEM. Tots dos carreguen un motor i Deckard confessa que en una altra vida ells hagués fet una cosa important. Després tots dos acorden de manera de broma que després que tot acabi es donaran una pallissa.
Cipher rastreja el ministre de Defensa rusa la ciutat escortat per un comboi policial, que porta uns codis per a llançament de míssils nuclears i dona l'objectiu a Dom d'obtenir aquests codis, mentre un tècnic de Cipher hackeja la major part de les actuacions de tota la ciutat de Nova York, creant caos als carrers i fent que s'estrellin amb els policies que escortaven el comboi rus, mentre que Letty, Tej i Ramsey, Rome, Deckard, Hobbs i Eric s'assabenten del que està passant i van a buscar Dom. temps, la caiguda de desenes de vehicles controlats per Cipher deixa atrapat el comboi rus, mentre Dom utilitza una armadura i una serra per perforar l'acte blindat del Ministre de Defensa rus i fer un forat al tanc de gasolina per intimidar-los i fer que li donin el maletí amb els codis de les bombes nuclears. Amb la missió complerta, Dom procedeix a escapar, però topa amb tot el seu equip amb Deckard davant seu. Quan Dom intenta escapar, enganya Eric i escapa, deixant l'equip perseguint-ho. Posteriorment Dom enderroca una torre de metalls, deixant a Eric atrapat allà. En una altra part, Letty, Tej, Hobbs, Deckard i Rome enganxen les seves actuacions al de Dom, però la interlocutòria de Dom és més poderós i enderroca les actuacions de Hobbs i Rome per després fer que les actuacions de Tej i Ramsey, Deckard i Letty xoquin entre si, però el seu acte també acaba bolcat. Dom corre amb el maletí, però Deckard el persegueix en un atzucac. Dom li apunta amb la seva arma i li pregunta: Hobbs, Deckard i Rome enganxen les seves actuacions al de Dom, però l'acte de Dom és més poderós i enderroca les actuacions de Hobbs i Rome per després fer que les actuacions de Tej i Ramsey, Deckard i Letty xoquin entre si, però el seu acte també acaba bolcat. Dom corre amb el maletí, però Deckard el persegueix en un atzucac. Dom li apunta amb la seva arma i li pregunta: Hobbs, Deckard i Rome enganxen les seves actuacions al de Dom, però l'acte de Dom és més poderós i enderroca les actuacions de Hobbs i Rome per després fer que les actuacions de Tej i Ramsey, Deckard i Letty xoquin entre si, però el seu acte també acaba bolcat. Dom corre amb el maletí, però Deckard el persegueix en un atzucac. Dom li apunta amb la seva arma i li pregunta:"Van creure que seria una baralla de carrer?" . Hobbs intenta assolir-los, però Dom li dispara a Deckard 2 vegades, matant-ho aparentment. La policia s'acosta i Hobbs sense més opció fuig del lloc. No obstant això, Letty apareix sobtadament i li treu el maletí a Dom. Posteriorment Dom la segueix, mentre Cipher observa l'escena.
Amb un tret d'advertència de Dom, Letty s'atura, i ella li comenta que no sap per què fa això, però sí que sap una cosa: ell l'estima i no li dispararà. Ella intenta anar-se'n, però Rhodes l'atura i intenta treure-li el maletí; Letty es resisteix i quan Rhodes decideix matar-la, arriba Dom apuntant-li a Rhodes. Rhodes llavors pren el maletí i se'n va al costat de Dom, deixant Letty plorant. Mentre Letty, Hobbs, Tej, Rome, Eric i Ramsey es reuneixen a la base, Eric revela que ara que Dom té una arma PEM i també claus de llançament alguna cosa té a la mira. Quan Hobbs pregunta per Deckard, Eric els revela que no va sobreviure i Hobbs s'enfuria.
A l'avió de Cipher, Dom va a l'habitació d'Elena a les fosques, però sona la veu de Cipher dient-li que està decebuda d'ell quan va suposar que deixaria que Letty se n'anés amb els codis. Quan Dom li crida que ja té els codis, Cipher li respon que Rhodes els va aconseguir i ja que Dom va prendre la decisió de deixar anar Letty, ara ella (Cipher) prendrà una decisió. Els llums s'encenen i Dom observa Cipher sostenint Marcos als braços, mentre Elena està lligada amb cinta adhesiva sobre la seva boca al costat de Rhodes. Mentre Cipher fa el suggeriment que farà mal a Marcos, Dom li demana que no ho faci. Cipher llavors li explica que ha d'aprendre de les decisions, i malgrat que ho comprèn, es va equivocar i Elena crida, però Rhodes dispara a Elena al cap 2 vegades, matant-la davant de la impotent i entristida mirada de Dom,
A la base, Letty recorda i revela que va conèixer Connor quan treballava amb Owen, que volia que aconseguissin l'Ombra Nocturna. Per la seva banda Ramsey informa que Rhodes estava vinculat a Mose Jakande (Djimon Hounsou), el cabdill que volia robar l'"Ull de Déu", de manera que Tej afegeix que aquesta és la segona vegada que Dom arruïna els plans de Cipher. Al seu avió, Cipher arriba amb Dom i li explica que tot el que sent en aquell moment: la ira, el sentiment de pèrdua no és real, sinó un instint de supervivència arrelat al cervell per garantir la conservació de l'espècie i relata que quan l'home primitiu anava als abeuradors i no vigilava el seu fill, li era robat per un cocodril. Aleshores el cervell creava un record dolorós, però molt educatiu perquè no tornés a succeir. Cipher llavors li comenta que la seva idea de família és una mentida biològica, a més li pregunta si de debò va creure que ell podia destruir dos dels seus equips sense repercussions (el d'Owen a la sisena entrega i el de Jakande a laentrega anterior), revelant-li que fer tot això ho va posar a la seva mira, ja que ni tan sols sabia que tenia un fill. Dom li esmenta que ella vol començar una guerra, però Cipher li respon que no va prendre aquests codis per començar una guerra, ni el seu fill per formar una família, però ells van ser un mitjà per obtenir tot allò que necessitava i obtenir el que vol: responsabilitat, ja que quan llanci un dels míssils, els demostrarà a les superpotències del món qui està al comandament, perquè per al món sencer ella és el cocodril de l'abeurador. Abans d'allunyar-se, Cipher l'esmenta que tenen una última feina, però Dom li adverteix que si no fos perquè el seu fill és al mig, tant ella com el seu avió ja no existirien.
Mentrestant, a la base, Ramsey informa que encara que Cipher no és possible de rastrejar, Rhodes va deixar informació viable. Al seu torn Rome i Hobbs dedueixen que això els portaria a Rússia, també pel fet que Dom va atacar un comboi rus. Tej busca les possibilitats, quan Petty apareix i revela que la ubicació és a Vladovin, Rússia, on està una base militar que actualitza submarins de la Guerra Freda, però desgraciadament la base va ser presa per un grup de militars separatistes. Eric suggereix reportar el que saben, però Petty els informa que els governs dels Estats Units i Rússia no es parlen a causa de l'incident a Nova York. Hobbs llavors proposa que tots els aturaran, intentant impedir-ne unaTercera Guerra Mundial, encara amb els dubtes d'Eric, qui afirma que seria un suïcidi; Hobbs llavors es dirigeix a Eric, parlant-li clar perquè faci el correcte. Aconsegueix convèncer-ho, permetent que prenguin els vehicles que desitgin i informa que l'avió surt a 1 hora.
A Vladovin, en observar la base, Hobbs adverteix a Letty que abans només volia atrapar Dom però que si ara és necessari ho eliminaria i ella li respon que haurà d'eliminar-los a tots; en això Dom travessa les forces de la base usant el PEM del seu Dodge Ice Charger R/T 1968 modificat. En entrar a la base, és atacat pels militars i un helicòpter d'atac, però Dom reactiva el PEM, desactivant un submarí nucleari enderrocant l'helicòpter. Mentre Cipher obté el control del submarí i l'activa, Ramsey decideix anar a la sala de control per hackejar Cipher i evitar que el submarí escapi; alhora que Tej demana anar al submarí per treure el xip i evitar el llançament dels míssils. L'equip procedeix a realitzar totes dues activitats, mentre Dom en escapar de la base elimina fàcilment els militars que el seguien. Aleshores Tej, Rome i Eric entren al submarí per aturar que es dispari un míssil de Cipher i Hobbs, Letty i Ramsey van a la sala de control perquè Ramsey tracti de bloquejar el senyal de Cipher sobre el submarí, però Cipher reprèn el control, mentre Letty i Hobbs lluiten contra els militars. El submarí es reinicia i tanca Tej, deixant Rome i Eric perquè aturin el submarí. En aquest moment, Ramsey contrahackea Cipher, no obstant això Cipher enfadada, deixa a Ramsey fora de línia. Durant la baralla, Hobbs derrota els militars, mentre Rome i Eric busquen el xip, guiats per Tej. A l'altra banda, Letty lluita cos a cos amb un militar, fins a finalment llançar-ho contra la turbina del submarí.
Mentrestant, Dom es reuneix amb Rhodes; alhora que Cipher activa els míssils, però Eric aconsegueix treure el xip a temps, evitant el llançament. L'equip es reagrupa i escapen cap a la badia, però els militars els persegueixen. En tot això, Rome qui viatjava al Lamborghini té problemes amb els pneumàtics, perdent el control de l'agafada. El submarí es posa en marxa per escapar, mentrestant, Dom intenta intervenir per ajudar el seu equip, però en ser amenaçat per Rhodes i Cipher, desisteix a la idea. Cipher llavors demana a Rhodes que elimini l'equip de Dom, mentre els militars disparen a Rome, amenaçant-lo de caure a l'aigua. Tej dispara un arpó i l'ancora a la porta del Lamborghini i el Lamborghini s'enfonsa a l'aigua amb Rome,"Nombre 11, els meus calçons!" i en això, puja al vehicle de Hobbs. En una altra part, Rhodes li parla a Dom dient: "Sé que ells signifiquen molt en la teva vida, així que elegiràs el primer objectiu", però Dom li respon dient-li: "No trio a més d'un quilòmetre de distància. M'aturo cara a cara i ho veig directe als ulls" ; Rhodes llavors procedeix a intentar matar Letty.
Mentrestant, uns misteriosos homes apareixen volant amb uns jet pack i aterren dins de l'avió de Cipher, revelant ser ni més ni menys que Deckard i el seu germà Owen. En això, Owen comenta al seu germà que gaudirà molt de l'avió, però Deckard li recorda que ell no es porta bé amb els avions, i Owen reconeix que té raó. Tot i això, Cipher per una de les càmeres de vigilància els observa i sorprèn que Deckard segueixi amb vida, quan se suposa que havia mort a mans de Dom a Nova York. En un flashback, es revela que després que Dom li disparés a Deckard en aquesta ocasió, va acabar sent rescatat en última instància per Tego Leo (Tego Calderón) i Rico Santos (Don Omar), els qui estaven disfressats de policies i el van portar a una ambulància, on Magdalene el ressuscito amb una injecció d'adrenalina. A més que mentre Dom parlava amb Magdalene, es revela que Raldo, el corredor que Dom havia derrotat a Cuba, va ser en realitat el conductor del camió que s'havia estacionat en aquella ocasió per cobrir Dom mentre es reunia amb Magdalene secretament. Per la seva banda Magdalene li va revelar a Deckard que Dom li va donar un aparell per rastrejar Owen i alliberar-lo on el tenen presoner, també l'esmenta que rastregessin Cipher, però que no pot fer-ho sol i que necessités ajuda, Deckard per la seva banda l'esmenta que té contactes per a la feina, però la seva mare li insisteix que és millor que portés únicament el seu germà Owen, encara amb les negatives de Deckard d'involucrar Owen, aquest finalment accepta. Per la seva banda, Owen entra a la cabina on amenaça el pilot de l'avió i obre la porta d'accés de l'habitació on hi ha Marcos, el fill de Dom. Ràpidament, Deckard crida secretament a Dom i li assegura que té el seu fill fora de perill amb ell. Durant aquest moment i amb el camí ja clar, Dom fa que Rhodes falli el seu tret dirigit cap a Letty a propòsit, però aquest li recrimina dient:"Em vas fer fallar el tir. Què creus que fas?", al que Dom li respon dient: "Et va mirar directe als ulls"i ho ataca brutalment fins a llançar-lo sobre el capo del seu acte i li trenca el coll bruscament, matant-lo a l'acte, afirmant que això va ser per Elena. D'altra banda, Cipher crida Rhodes, però Dom li revela que Rhodes ja no està en línia, per la seva banda Cipher l'amenaça dient-li que això farà que el seu fill mori, però Dom li revela que ho acaba de salvar. En això, Cipher s'assabenta que Deckard té el nadó fora de perill i envia els seus guàrdies a detenir-lo sigui com sigui i evitar que Deckard baixi de l'avió amb el nen. D'altra banda, els militars apunten a l'equip de Dom, disparant-los un coet, però Hobbs i Rome reben l'impacte en el seu camió, mentre que Deckard lluita contra els guàrdies de Cipher carregant el nadó a les mans.
Al seu torn, un vehicle militar els apunta els seus coets a l'equip de Dom, però aquest torna sorprenentment, fent que el vehicle llanci els coets contra les seves pròpies actuacions, destruint-los. Eric confós pregunta si Dom ara està del seu costat, però Tej comenta que el que importa és que els acaba de salvar, mentre Letty s'alegra de veure Dom de tornada. Mentrestant, Cipher ordena disparar els torpedes des del submarí, però Hobbs surt del seu vehicle i aconsegueix moure el torpede amb les seves mans i enviar-lo a una de les furgonetes dels militars i causa una enorme explosió. En aquest instant, Cipher eleva el submarí sobre la superfície, eliminant tots els vehicles militars i gairebé matant Letty i Ramsey, però totes dues aconsegueixen escapar-se d'aquí. Cipher llavors comenta a Dom que ell va perdre, no obstant això Dom respon a Cipher que ell va destruir dos dels seus equips, va matar el seu xicot pèl-roig, Rhodes i va col·locar dos assassins en el seu avió irrastetable, afirmant que ella va ser la que va perdre quan va interrompre la seva lluna de mel. Però una enfurismada Cipher ordena llançar un míssil tèrmic contra Dom i el seu equip per matar-los d'una vegada per totes. En veure aquest míssil acostant-se a ells, Dom ordena al seu equip separar-se i arrenca la flama del seu cotxe perquè el míssil el segueixi, fent que el mateix torni en direcció al submarí, en adonar-se'n, Cipher ordena desesperadament submergir el submarí, però no ho aconsegueix a temps i el míssil que perseguia a Dom impacta al casc del submarí i el destrueix. No obstant, Dom i el seu cotxe cauen entre les flames de l'explosió; Dom salta del seu cotxe i quan el foc de l'explosió el matarà, arriben Letty, Hobbs, Rome, Tej, Ramsey i Eric i el salven, cobrint-ho del foc amb els seus vehicles. En això, Cipher intenta escapar del seu avió, però Deckard arriba on es troba ella. En aquell moment, Cipher li qüestiona com la va trobar i Deckard li mostra el crucifix de Dom que ell va col·locar davant de l'habitació d'Elena, sense saber que aquest prèviament a Cuba li havia implantat unrastrejador. Deckard argumenta que farà que Cipher pagui pel que va fer a la seva família ia la seva mare, per garantir que ningú més passi per tot això. Tot i això, Cipher en una jugada astuta escapa de l'avió obrint una comporta i salta amb un paracaigudes, mentre Deckard evita que el nadó caigui de l'avió i tanca la porta. Deckard llavors diu a Marcos que li va dir que tot seria divertit i el nadó només li somriu, i Deckard li pica l'ull, mentre Owen ordena als pilots aterrar. Mentrestant, Dom i Letty s'abracen; Dom argumenta que mai la va deixar i mai la deixarà, amb Letty dient-li que ho sap i demanant-li que ho expliqui tot sobre la maleïda bruixa. Posteriorment, Rome suggereix anar-se'n, espantat per totes les coses nuclears als voltants, però Tej confirma que sense els xips de llançament, els míssils no serveixen. Rome llavors es pren unesselfies, a allò que Eric li diu que tot això és confidencial, però Rome fa cas omís.
A la reunió familiar al terrat d'un apartament es reuneixen Dom, Letty, Rome, Tej, Ramsey, Hobbs i la seva filla Samantha. Mentre Dom i Letty esperen Marcos, Ramsey revela a Tej i Rome que tots dos els agrada, però només els dirà qui li agrada més si descobreixen quin és el seu cognom. Petty i Eric arriben al lloc i Petty revela que Cipher segueix solta, alguns l'ubiquen a Atenes, però no tornarà a destruir res en un futur proper. Ell llavors ofereix a Hobbs reprendre la seva feina, amb l'Eric afirmant amistosament que clarament sí que això vol, però Hobbs rebutja la seva feina ja que són més de 16 anys al servei, decidint fer una pausa per estar més temps amb la seva filla i l'abraça. En aquell moment, Deckard arriba i li lliura al seu fill a Dom. Quan Deckard li pregunta per què va creure que ho faria, Dom li revela que va veure com va mirar Cipher i va imaginar que voldria venjar-se i li va alegrar fer-ho, estrenyent-se les mans, encara que Deckard li comenta que no pot creure que anés a veure la seva mare, al que Dom riu. Dom carrega el seu fill, pensant que va passar tot això per ell, després mira al cel i diu: "Elena, et prometo que mantindré el nostre fill fora de perill". Després presenta el seu fill a Letty, convertint-se en la seva madrastra.
Més tard, Rome, Letty, Eric, Samantha, Hobbs, Deckard, Petty, Tej i Ramsey s'asseuen a la taula i Dom agraeix dient: "M'han sentit dir que mai se li dona l'esquena a la família i els dono les gràcies per no haver-me donat l'esquena a mi”. Aleshores Dom els presenta el seu fill a qui li va posar el nom de Brian i tots aplaudeixen amb alegria, per la qual cosa Dom comença a pregar abans de dinar (homenatjant el personatge de Paul, mort el 2013).

## Repartiment
- Vin Diesel és Dominic "Dom" Toretto.
- Dwayne Johnson és Agent Lucas "Luke" Hobbs.
- Jason Statham és Deckard Shaw.
- Michelle Rodríguez és Leticia "Letty" Ortiz.
- Charlize Theron és Cipher.
- Tyrese Gibson és Roman "Rome" Pearce.
- Christopher Bridges és Tej Parker.
- Nathalie Emmanuel és Megan Ramsey.
- Kurt Russell és Agent Frank "Mr. Nobody" Petty.
- Kristofer Hivju és Connor Rhodes.
- Scott Eastwood és Eric "Little Nobody" Reisner.
- Helen Mirren és Magdalene Shaw.
- Elsa Pataky és Elena Neves.
- Luke Evans és Owen Shaw.
- Don Omar és Rico Santos.
- Tego Calderón és Tego Leo.
- Eden Estrella és Samantha Hobbs.